# Großer Preis von San Marino 1996
Der Große Preis von San Marino 1996 (offiziell XVI Gran Premio di San Marino) fand am 5. Mai auf dem Autodromo Enzo e Dino Ferrari in Imola statt und war das fünfte Rennen der Formel-1-Weltmeisterschaft 1996.

## Berichte

### Hintergründe
Nach dem Großen Preis von Europa führte Damon Hill in der Fahrerwertung mit elf Punkten vor Jacques Villeneuve und mit 23 Punkten vor Jean Alesi und Michael Schumacher. In der Konstrukteurswertung führte Williams-Renault mit 39 Punkten vor Ferrari und mit 42 Punkten vor Benetton-Renault
Forti Corse startete erstmals mit dem neuen Forti FG03.
Mit Schumacher und Hill (jeweils einmal) traten zwei ehemalige Sieger zu diesem Grand Prix an.

### Training
Vor dem Rennen fanden zwei Trainingseinheiten statt: Die erste am Freitagmorgen und die zweite am Samstagmorgen.

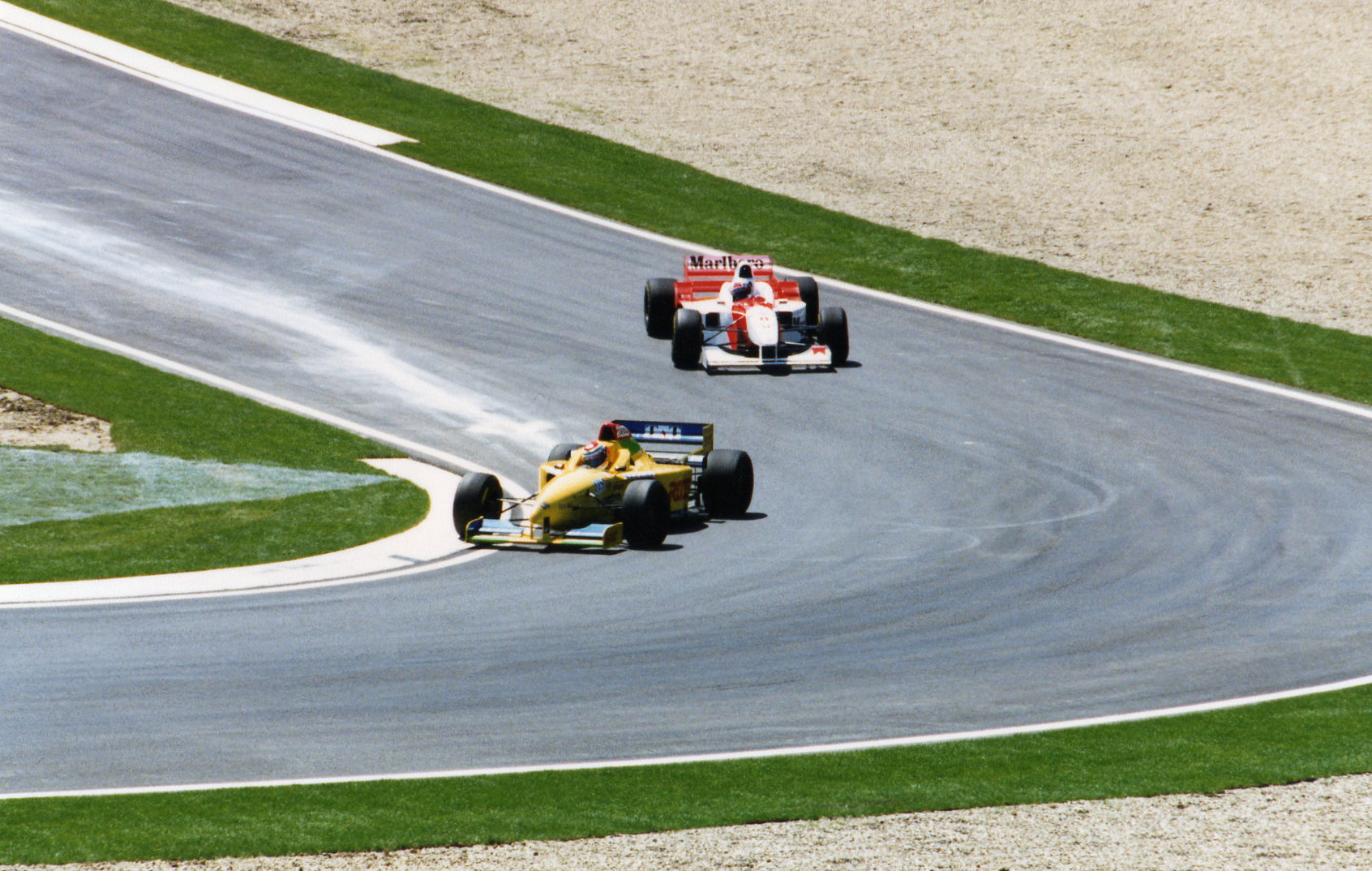
Andrea Montermini und David Coulthard im freien Training

Im ersten freien Training am Freitag erzielte Schumacher vor Rubens Barrichello und Villeneuve die schnellste Runde.
Am Samstag im zweiten Trainingslauf konnte sich dann Hill vor Schumacher und seinem Teamkollegen Villeneuve die Bestzeit sichern.

### Qualifying
Schumacher sicherte sich mit einer Zeit von 1:26,890 Minuten die Pole-Position vor den beiden Williams-Piloten Hill und Villeneuve. Andrea Montermini konnte sich mit seinem Forti-Ford aufgrund der 107-Prozent-Regel als Einziger nicht für das Rennen qualifizieren (1:33,685 Minuten).

### Warm Up
Die Fahrer gingen am Sonntagmorgen zu einer 30-minütigen Aufwärmsitzung auf die Strecke. Hill erzielte die Bestzeit vor Villeneuve und McLaren-Pilot David Coulthard.

### Rennen
Der von Startplatz 4 gestartete Coulthard konnte sich bereits kurz nach Start die Führung sichern. Nachdem Schumacher die Führung in Runde 20 übernommen hatte und beide an die Box fuhren, übernahm Hill die Führung. Bei freier Strecke vor sich hielt der Engländer ein für alle unnahbares Tempo und kehrte nach dem Auftanken vor Schumacher auf die Strecke zurück. Weiter hinten schied Salo aus, nachdem er den vierten Platz an Berger abgegeben hatte. Alesi hingegen war der Protagonist eines schwierigen Rennens, bei dem ihm ein beschädigtes Auto und eine Stop-and-Go-Strafe wegen zu hoher Geschwindigkeit in der Boxengasse auferlegt wurden.
Während Hill das Rennen problemlos kontrollierte und Schumacher zunehmend distanzierte, schied Coulthard aufgrund eines Getriebeproblems aus und Berger rückte auf die dritte Position vor. Sechs Runden vor Schluss gab dann auch Villeneuve nach einer Kollision mit Alesi auf.
Hill gab die Führung bis ins Ziel nicht mehr ab und gewann das Rennen in 1:35:26,156 Stunden. An Schumachers Ferrari blockierte in der letzten Runde das rechte Vorderrad. Dennoch konnte er seinen Wagen auf Platz 2 ins Ziel bringen. Gerhard Berger wurde Dritter. Die restlichen Punkteplatzierungen belegten Eddie Irvine, Barrichello und Alesi.
Hill sicherte sich mit 1:28,931 Minuten zudem die schnellste Rennrunde.
In der Fahrerwertung blieben die ersten beiden Positionen unverändert. Schumacher zog an Alesi vorbei und war nun Dritter. In der Konstrukteurswertung blieben die ersten drei Positionen unverändert.

## Meldeliste
| Team                        | Nr. | Fahrer                | Chassis        | Motor                 | Reifen |
| --------------------------- | --- | --------------------- | -------------- | --------------------- | ------ |
| Scuderia Ferrari SpA        | 01  | Michael Schumacher    | Ferrari F310   | Ferrari 3.0 V10       | G      |
| Scuderia Ferrari SpA        | 02  | Eddie Irvine          | Ferrari F310   | Ferrari 3.0 V10       | G      |
| Mild Seven Benetton Renault | 03  | Jean Alesi            | Benetton B196  | Renault 3.0 V10       | G      |
| Mild Seven Benetton Renault | 04  | Gerhard Berger        | Benetton B196  | Renault 3.0 V10       | G      |
| Rothmans Williams Renault   | 05  | Damon Hill            | Williams FW18  | Renault 3.0 V10       | G      |
| Rothmans Williams Renault   | 06  | Jacques Villeneuve    | Williams FW18  | Renault 3.0 V10       | G      |
| Marlboro McLaren Mercedes   | 07  | Mika Häkkinen         | McLaren MP4/11 | Mercedes-Benz 3.0 V10 | G      |
| Marlboro McLaren Mercedes   | 08  | David Coulthard       | McLaren MP4/11 | Mercedes-Benz 3.0 V10 | G      |
| Ligier Gauloises Blondes    | 09  | Olivier Panis         | Ligier JS43    | Mugen-Honda 3.0 V10   | G      |
| Ligier Gauloises Blondes    | 10  | Pedro Diniz           | Ligier JS43    | Mugen-Honda 3.0 V10   | G      |
| B&H Total Jordan Peugeot    | 11  | Rubens Barrichello    | Jordan 196     | Peugeot 3.0 V10       | G      |
| B&H Total Jordan Peugeot    | 12  | Martin Brundle        | Jordan 196     | Peugeot 3.0 V10       | G      |
| Red Bull Sauber Ford        | 14  | Johnny Herbert        | Sauber C15     | Ford Zetec-R 3.0 V10  | G      |
| Red Bull Sauber Ford        | 15  | Heinz-Harald Frentzen | Sauber C15     | Ford Zetec-R 3.0 V10  | G      |
| Footwork Hart               | 16  | Ricardo Rosset        | Footwork FA17  | Hart 3.0 V8           | G      |
| Footwork Hart               | 17  | Jos Verstappen        | Footwork FA17  | Hart 3.0 V8           | G      |
| Tyrrell Yamaha              | 18  | Ukyō Katayama         | Tyrrell 024    | Yamaha 3.0 V10        | G      |
| Tyrrell Yamaha              | 19  | Mika Salo             | Tyrrell 024    | Yamaha 3.0 V10        | G      |
| Minardi Team                | 20  | Pedro Lamy            | Minardi M195B  | Ford EDM 3.0 V8       | G      |
| Minardi Team                | 21  | Giancarlo Fisichella  | Minardi M195B  | Ford EDM 3.0 V8       | G      |
| Forti Grand Prix            | 22  | Luca Badoer           | Forti FG03     | Ford Zetec-R 3.0 V8   | G      |
| Forti Grand Prix            | 23  | Andrea Montermini     | Forti FG03     | Ford Zetec-R 3.0 V8   | G      |

## Klassifikationen

### Qualifying
| Pos.                                                                       | Fahrer                | Konstrukteur     | Zeit     | Start |
| -------------------------------------------------------------------------- | --------------------- | ---------------- | -------- | ----- |
| 01                                                                         | Michael Schumacher    | Ferrari          | 1:26,890 | 01    |
| 02                                                                         | Damon Hill            | Williams-Renault | 1:27,105 | 02    |
| 03                                                                         | Jacues Villeneuve     | Williams-Renault | 1:27,220 | 03    |
| 04                                                                         | David Coulthard       | McLaren-Mercedes | 1:27,688 | 04    |
| 05                                                                         | Jean Alesi            | Benetton-Renault | 1:28,009 | 05    |
| 06                                                                         | Eddie Irvine          | Ferrari          | 1:28,205 | 06    |
| 07                                                                         | Gerhard Berger        | Benetton-Renault | 1:28,336 | 07    |
| 08                                                                         | Mika Salo             | Tyrrell-Yamaha   | 1:28,423 | 08    |
| 09                                                                         | Rubens Barrichello    | Jordan-Peugeot   | 1:28,632 | 09    |
| 10                                                                         | Heinz-Harald Frentzen | Sauber-Ford      | 1:28,785 | 10    |
| 11                                                                         | Mika Häkkinen         | McLaren-Mercedes | 1:29,079 | 11    |
| 12                                                                         | Martin Brundle        | Jordan-Peugeot   | 1:29,099 | 12    |
| 13                                                                         | Olivier Panis         | Ligier-Mugen     | 1:29,472 | 13    |
| 14                                                                         | Jos Verstappen        | Footwork-Hart    | 1:29,539 | 14    |
| 15                                                                         | Johnny Herbert        | Sauber-Ford      | 1:29,541 | 15    |
| 16                                                                         | Ukyō Katayama         | Tyrrell-Yamaha   | 1:29,892 | 16    |
| 17                                                                         | Pedro Diniz           | Ligier-Mugen     | 1:29,989 | 17    |
| 18                                                                         | Pedro Lamy            | Minardi-Ford     | 1:30,471 | 18    |
| 19                                                                         | Giancarlo Fisichella  | Minardi-Ford     | 1:30,814 | 19    |
| 20                                                                         | Ricardo Rosset        | Footwork-Hart    | 1:31,316 | 20    |
| 21                                                                         | Luca Badoer           | Forti-Ford       | 1:32,972 | 21    |
| 107-Prozent-Zeit: 1:32,972 min (bezogen auf die Bestzeit von 1:26,890 min) |                       |                  |          |       |
| DNQ                                                                        | Andrea Montermini     | Forti-Ford       | 1:33,685 | –     |

### Rennen
| Pos. | Fahrer                | Konstrukteur     | Runden | Stopps | Zeit        | Start | Schnellste Runde |
| ---- | --------------------- | ---------------- | ------ | ------ | ----------- | ----- | ---------------- |
| 01   | Damon Hill            | Williams-Renault | 63     | 2      | 1:35:26,156 | 02    | 1:28,931 (49.)   |
| 02   | Michael Schumacher    | Ferrari          | 63     | 2      | + 16,460    | 01    | 1:28,966 (36.)   |
| 03   | Gerhard Berger        | Benetton Renault | 63     | 2      | + 46,891    | 07    | 1:29,667 (47.)   |
| 04   | Eddie Irvine          | Ferrari          | 63     | 2      | + 1:01,583  | 06    | 1:29,503 (39.)   |
| 05   | Rubens Barrichello    | Jordan-Peugeot   | 63     | 2      | + 1:18,490  | 09    | 1:29,888 (27.)   |
| 06   | Jean Alesi            | Benetton-Renault | 62     | 3      | + 1 Runde   | 05    | 1:29,542 (38.)   |
| 07   | Pedro Diniz           | Ligier-Mugen     | 62     | 3      | + 1 Runde   | 17    | 1:30,852 (33.)   |
| 08   | Mika Häkkinen         | McLaren-Mercedes | 61     | 3      | DNF         | 11    | 1:30,192 (39.)   |
| 09   | Pedro Lamy            | Minardi-Ford     | 61     | 3      | + 2 Runden  | 18    | 1:31,897 (17.)   |
| 10   | Luca Badoer           | Forti-Ford       | 59     | 5      | + 4 Runden  | 21    | 1:32,426 (34.)   |
| 11   | Jacques Villeneuve    | Williams-Renault | 57     | 3      | DNF         | 03    | 1:29,226 (22.)   |
| –    | Olivier Panis         | Ligier-Mugen     | 54     | 2      | DNF         | 13    | 1:30,184 (40.)   |
| –    | Ukyō Katayama         | Tyrrell-Yamaha   | 45     | 2      | DNF         | 16    | 1:30,772 (44.)   |
| –    | David Coulthard       | McLaren-Mercedes | 44     | 2      | DNF         | 04    | 1:29,480 (40.)   |
| –    | Ricardo Rosset        | Footwork-Hart    | 40     | 1      | DNF         | 20    | 1:32,169 (17.)   |
| –    | Jos Verstappen        | Footwork-Hart    | 38     | 1      | DNF         | 14    | 1:30,479 (38.)   |
| –    | Martin Brundle        | Jordan-Peugeot   | 36     | 2      | DNF         | 12    | 1:30,000 (25.)   |
| –    | Heinz-Harald Frentzen | Sauber-Ford      | 32     | 1      | DNF         | 10    | 1:31,092 (18.)   |
| –    | Giancarlo Fisichella  | Minardi-Ford     | 30     | 1      | DNF         | 19    | 1:31,633 (18.)   |
| –    | Johnny Herbert        | Sauber-Ford      | 25     | 3      | DNF         | 15    | 1:30,811 (21.)   |
| –    | Mika Salo             | Tyrrell-Yamaha   | 23     | 1      | DNF         | 08    | 1:29,997 (17.)   |

## WM-Stände nach dem Rennen
Die ersten sechs des Rennens bekamen 10, 6, 4, 3, 2 bzw. 1 Punkt(e).

### Fahrerwertung
| Pos. | Fahrer             | Konstrukteur     | Punkte |
| ---- | ------------------ | ---------------- | ------ |
| 01   | Damon Hill         | Williams-Renault | 43     |
| 02   | Jacques Villeneuve | Williams-Renault | 22     |
| 03   | Michael Schumacher | Ferrari          | 16     |
| 04   | Jean Alesi         | Benetton-Renault | 11     |
| 05   | Eddie Irvine       | Ferrari          | 9      |
| 06   | Gerhard Berger     | Benetton-Renault | 7      |
| 07   | Rubens Barrichello | Jordan-Peugeot   | 7      |
| 08   | Mika Häkkinen      | McLaren-Mercedes | 5      |
| 09   | David Coulthard    | McLaren-Mercedes | 4      |
| 10   | Mika Salo          | Tyrrell-Yamaha   | 3      |
| 11   | Olivier Panis      | Ligier-Mugen     | 1      |
| 12   | Martin Brundle     | Jordan-Peugeot   | 1      |

| Pos. | Fahrer                | Konstrukteur       | Punkte |
| ---- | --------------------- | ------------------ | ------ |
| 13   | Jos Verstappen        | Footwork-Hard      | 1      |
| 14   | Pedro Diniz           | Ligier-Mugen-Honda | 0      |
| 15   | Johnny Herbert        | Sauber-Ford        | 0      |
| 16   | Heinz-Harald Frentzen | Sauber-Ford        | 0      |
| 17   | Pedro Lamy            | Minardi-Ford       | 0      |
| 18   | Ricardo Rosset        | Footwork-Hart      | 0      |
| 19   | Ukyō Katayama         | Tyrrell-Yamaha     | 0      |
| 20   | Luca Badoer           | Forti-Ford         | 0      |
| 21   | Andrea Montermini     | Forti-Ford         | 0      |
| 22   | Giancarlo Fisichella  | Minardi-Ford       | 0      |
| –    | Tarso Marques         | Minardi-Ford       | 0      |

### Konstrukteurswertung
| Pos. | Konstrukteur     | Punkte |
| ---- | ---------------- | ------ |
| 01   | Williams-Renault | 65     |
| 02   | Ferrari          | 25     |
| 03   | Benetton-Renault | 18     |
| 04   | McLaren-Mercedes | 9      |
| 05   | Jordan-Peugeot   | 8      |
| 06   | Tyrrell-Yamaha   | 3      |

| Pos. | Konstrukteur  | Punkte |
| ---- | ------------- | ------ |
| 07   | Footwork-Hart | 1      |
| 08   | Ligier-Mugen  | 1      |
| 09   | Sauber-Ford   | 0      |
| 10   | Minardi-Ford  | 0      |
| 11   | Forti-Ford    | 0      |